# 伊藤康一郎
伊藤 康一郎（いとう やすいちろう、1955年1月15日 - 2017年8月25日）は、日本の法学者。専門は犯罪学・刑事政策・被害者学。元中央大学教授。福岡県出身。

## 経歴
1973年福岡県立修猷館高等学校卒業。1978年中央大学法学部法律学科卒業。1981年同大学院刑事法専攻博士課程後期課程満期退学。その後、中央大学法学部通信教育課程インストラクター、中央大学法学部・明治学院大学法学部の兼任講師を経て、1991年財団法人都市防犯研究センター主任研究員。2001年中京法律専門学校講師。2003年大阪商業大学総合経営学部講師。2006年同助教授。2007年同准教授。2012年中央大学法学部教授。同大学の教員在職中に逝去。

## エピソード
学部・大学院では八木國之教授の薫陶を受ける。

## 著書
- 『現代アメリカ犯罪学事典』藤本哲也ほかと共著、勁草書院、1991年
- 『演習ノート　刑事政策』藤本哲也ほかと共著、法学書院、1993年
- 『刑事政策』加藤久雄ほか共著、青林書院、1998年
- 『よくわかる更生保護』藤本哲也ほかと共著、ミネルヴァ書房、2016年
- 『リーディングス刑事政策』太田達也ほかと共著、法律文化社、2016年

## 注
1. ↑  伊藤壽英「伊藤康一郎先生のご逝去を悼む」『比較法雑誌　51(3)』中央大学出版部、2017年、p303以下
2. ↑  以上につき、「伊藤康一郎先生略歴」『法學新報　125(11・12)』中央大学法学会、2019年3月、p641以下
3. ↑  「追悼の辞」『法學新報　125(11・12)』中央大学法学会、2019年3月、巻頭p1以下